# Howie Day
Pour les articles homonymes, voir Day.
Howard Kern Day (né le 15 janvier 1981 à Bangor dans l'État du Maine) est un chanteur et compositeur américain. Il commence sa carrière en solo à la fin des années 90, et devient connu pour les nombreux concerts qu'il a réalisé ainsi que pour les samplers et pédales à effets qu'ils utilisent pour s'accompagner. Sa musique est principalement du rock acoustique, semblable à Alanis Morissette.
Il a réalisé et auto-produit son premier album, Australia, en 2000.
Day a signé pour le label Epic Records en 2002. Le single Collide est son plus gros succès.

## Albums
- Australia (2000)

1. "Sorry So Sorry"
2. "She Says"
3. "Secret"
4. "Slow Down"
5. "Ghost"
6. "Kristina"
7. "Everything Else"
8. "More You Understand"
9. "Morning After"
10. "Disco"
11. "Sweet"

- Stop All the World Now (Spécial Edition) (2003)

1. "Brace Yourself"
2. "Perfect Time Of Day"
3. "Collide"
4. "Trouble In Here"
5. "Sunday Morning Song"
6. "I'll Take You On"
7. "She Says"
8. "Numbness For Sound"
9. "You & A Promise"
10. "End Of Our Days"
11. "Come Lay Down"
12. "This Time Around"
13. "Standing In The Sun"
14. "Brace Yourself [Acoustic]"
15. "Collide [Acoustic]"

- Sound The Alarm (2009)

1. "So Stung"
2. "Weightless"
3. "Longest Night"
4. "40 Hours"
5. "Be There"
6. "Everyone Loves To Love A Lie"
7. "Undressed"
8. "Sound The Alarm"
9. "No Longer What You Require"
10. "Postcard From Mars"
11. "Counting On Me"